# Ciné Box
Ciné Box est une ancienne chaîne de télévision française du groupe AB consacrée au cinéma et diffusée de septembre 2002 au 24 août 2004.

## Histoire de la chaîne
En 2002, un projet de refonte des chaînes cinéma du Groupe AB est envisagé. Le bouquet doit se nommer Cinétem et doit être composé de 6 chaînes: Ciné Art, Ciné Tem (remplaçant Ciné Palace), Ciné Comic (remplaçant Rire), Ciné FX, Ciné Passion (remplaçant Romance) et Ciné Polar (remplaçant Polar).
Finalement, en septembre 2002, le nouveau bouquet de cinéma voit le jour et se nomme Cinébox. Il est constitué de 4 chaînes: Ciné Comic, Ciné Polar, Ciné FX et Ciné Box. Cette dernière est la chaîne portail du bouquet cinéma. À la suite de la refonte du bouquet cinéma de Canalsatellite, nommée CinéCinéma, Ciné Art et Ciné Passion ne seront pas conservées, jugées trop proches de CinéCinéma Auteur et de CinéCinéma Émotion.
Ciné Box est cependant supprimée le 24 août 2004 en même temps que Ciné Comic afin de libérer le transpondeur loué par AB pour accueillir TMC, fraichement rachetée au groupe Pathé sur le bouquet ABsat.

## Logo

Logo de Ciné Box de 2002 à 2004